# CO-RO A/S
CO-RO A/S er en dansk fabrikant af læskedrikke og frys-selv is. Virksomheden er beliggende i Frederikssund og sælger sine produkter under varemærkerne Sunquick, Suntop, Sun Cola, Sun Lolly og Sunjoy. Virksomheden nyder stor fremgang på det globale marked 